# Slough Feg
Gli Slough Feg sono un gruppo heavy metal statunitense formatosi nel 1990 ed originario dalla Pennsylvania centrale, ma fin da subito stabilitosi a San Francisco in California.

## Storia del gruppo

### The Lord Weird Slough Feg

#### Le origini e le influenze
La band inizia la carriera chiamandosi The Lord Weird Slough Feg, nome che proviene da un personaggio, ispirato alla mitologia celtica, della serie a fumetti Sláine pubblicata sulla rivista inglese 2000AD.
Con il nome originario, dopo aver registrato alcuni demo, nel 1996 pubblicano l'omonimo debutto, un album autoprodotto che denota fin da subito le peculiarità stilistiche della loro composizioni. La musica proposta amalgama le sonorità heavy metal tradizionali (a volte in stile Iron Maiden, altre volte in stile Black Sabbath), con l'epic metal di band quali Manilla Road e Brocas Helm e con il folk metal di stampo celtico proposto "in primis" dagli Skyclad. La formazione che registra il disco d'esordio è composta dal leader Mike Scalzi, cantante e chitarrista, dal bassista Justin Phelps e dal batterista Greg Haa.

#### Le pubblicazioni europee
Nel 1998 vengono notati e ingaggiati dall'etichetta italiana Dragonheart, che gli consentirà una maggiore distribuzione delle pubblicazioni. Un anno dopo, danno alle stampe Twilight of the Idols, le cui tematiche, come per il precedente, s'ispirano alle avventure tratte dal fumetto Sláine. Il 2000 è l'anno di Down Among the Deadmen, album con cui la band aggiunge definitivamente un ulteriore chitarrista e che conclude una sorta di trilogia dominata dalle atmosfere celtiche. Nel 2001 realizzano una cover di Fast taker dei Manowar, pubblicata su uno split con i Solstice.
Nel 2002 viene ristampato il loro album d'esordio, diventato irreperibile, così da consentirne una nuova e più ampia distribuzione. Col quarto disco intitolato Traveller, la band, pur mantenendo le caratteristiche partiture predominate della chitarra, diminuisce leggermente la componente folk e sposta le tematiche trattate verso la fantascienza, ispirandosi all'omonimo gioco di ruolo.

### Slough Feg

#### Il cambio di nome e di etichetta
Nel 2005 il gruppo decide di abbreviare il nome in Slough Feg per aumentare la riconoscibilità, infatti questo è il nome con cui veniva chiamati dai fan e da loro stessi. Il medesimo anno viene pubblicato Atavism che vede il passaggio ad un'altra etichetta italiana la Cruz del Sur Music, la quale pubblicherà anche i loro successivi tre album. Nel 2007 Greg Haa esce dalla band, di conseguenza Mike Scalzi rimane l'unico componente della band originale.

#### Dal 2013 al presente
Nel 2013 vengono messi sotto contratto dalla Metal Blade Records, ciò porta alla pubblicazione di un cofanetto, contenente il secondo, il terzo e il quarto album, e, un anno dopo, a quella del disco intitolato Digital Resistance.

## Formazione

### Formazione attuale
- Mike Scalzi -  voce, chitarra (1990-oggi)
- Angelo Tringali - chitarra (2005-oggi)
- Adrian Maestas - basso (2001-oggi)
- Addison Filipczyk - batteria (2015-oggi)

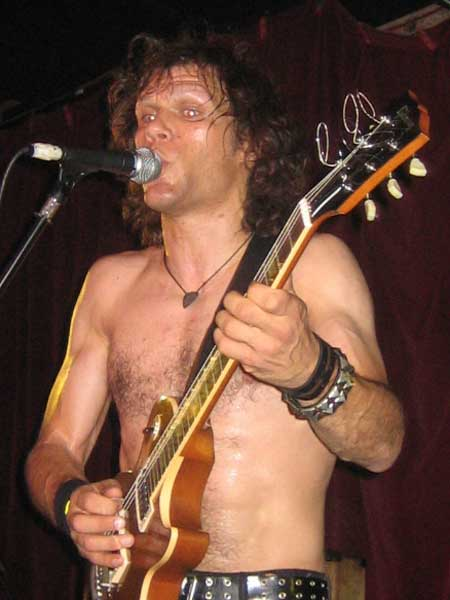
Mike Scalzi
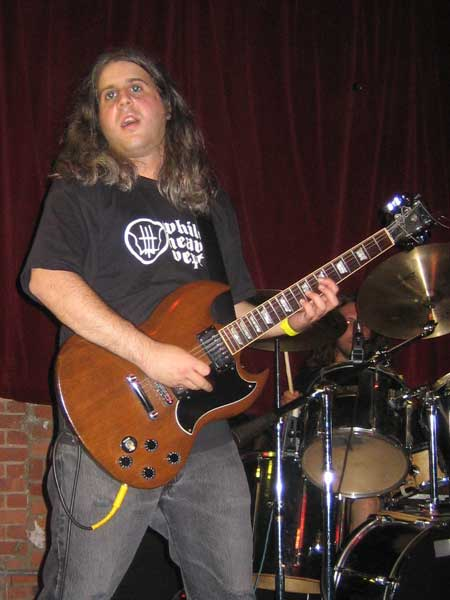
Angelo Tringali
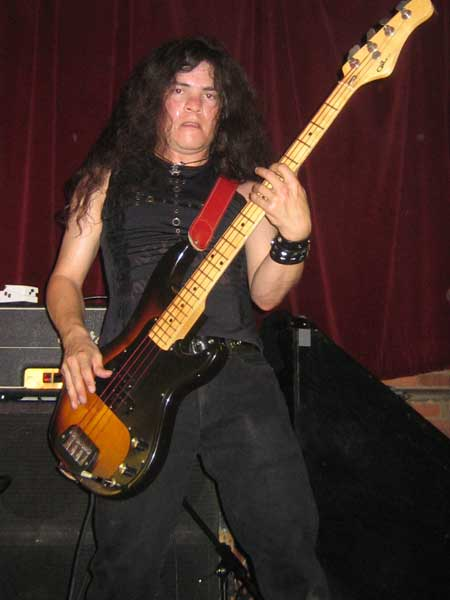
Adrian Maestas

### Ex componenti
- Omar Herd - voce (1990)
- Chris Haa - chitarra (1990-1994)
- John Cobbett - chitarra (1998-2004)
- Justin Phelps - basso (1991-1996)
- Scott Beach - basso (1997-1999)
- Jim Mack - basso (1999)
- Jon Torres - basso (1999-2000)
- Dave Passmore - batteria (1990)
- Stu Kane - batteria (1993-1994)
- Greg Haa - batteria (1990-1993, 1994-2005)
- Antoine Reuben Diavola - batteria (2005-2007)
- Harry Cantwell - batteria (2007-2014)

## Discografia

### Album in studio
- 1996 - The Lord Weird Slough Feg
- 1999 - Twilight of the Idols
- 2000 - Down Among the Deadmen
- 2003 - Traveller
- 2005 - Atavism
- 2007 - Hardworlder
- 2009 - Ape Uprising!
- 2010 - The Animal Spirits
- 2014 - Digital Resistance

### Album dal vivo
- 2011 - Made in Poland

### Raccolte
- 2009 - The Slay Stack Grows - Early Demos and Live Recordings

### Box Set
- 2013 - Twilight Of The Idols / Down Among The Deadmen / Traveller

### Singoli
- 2013 - Laser Enforcer

### Split
- 2001 - Gloves of Metal / Fast Taker (Doomed Planet Records)
- 2004 - Hail Brittania Volume One - NWOBHM Tribute (The Miskatonic Foundation)
- 2006 - Poisoned Treasures / ShaLaLa / Galactic Violator (Threat Records)

### Demo
- 1990 - 1st Demo
- 1991 - 2nd Demo
- 1992 - 3rd Demo
- 1993 - 4th Demo
- 1994 - 5th Demo